# Kaiserin-Augusta-Hospital

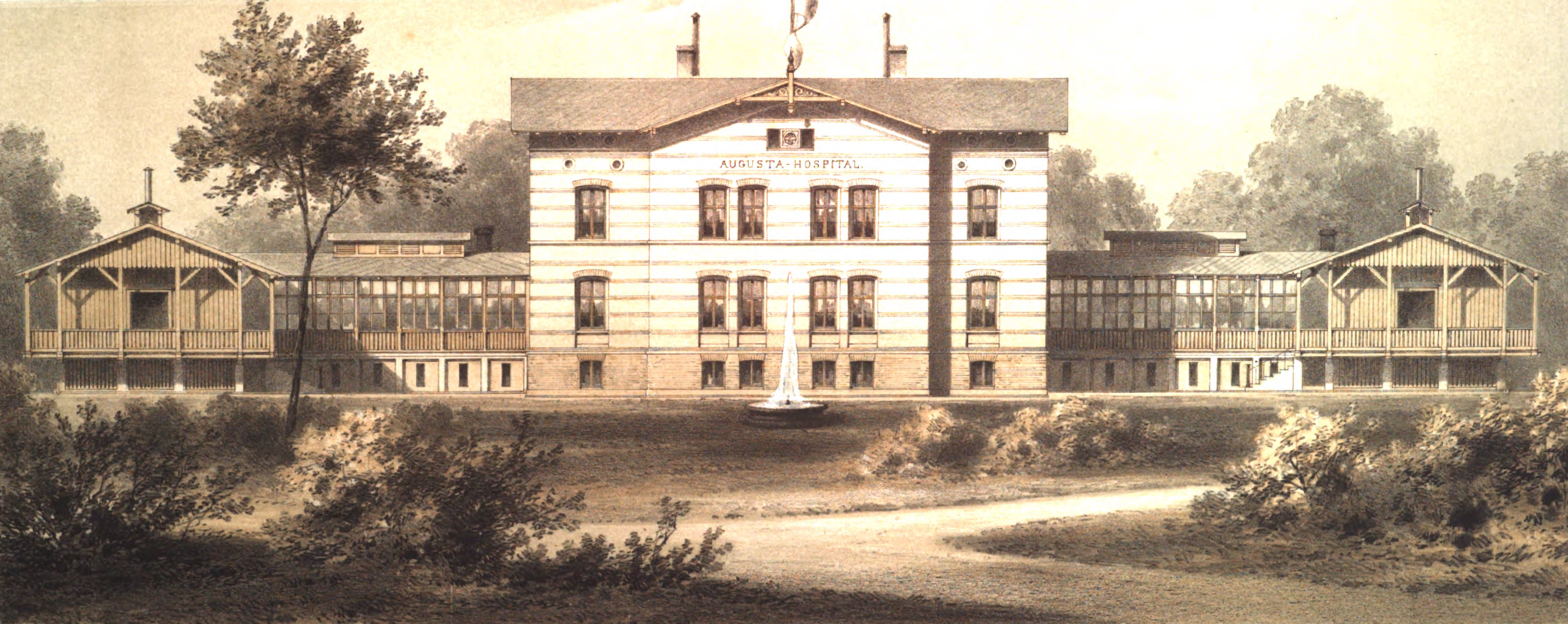
Augusta-Hospital, um 1873

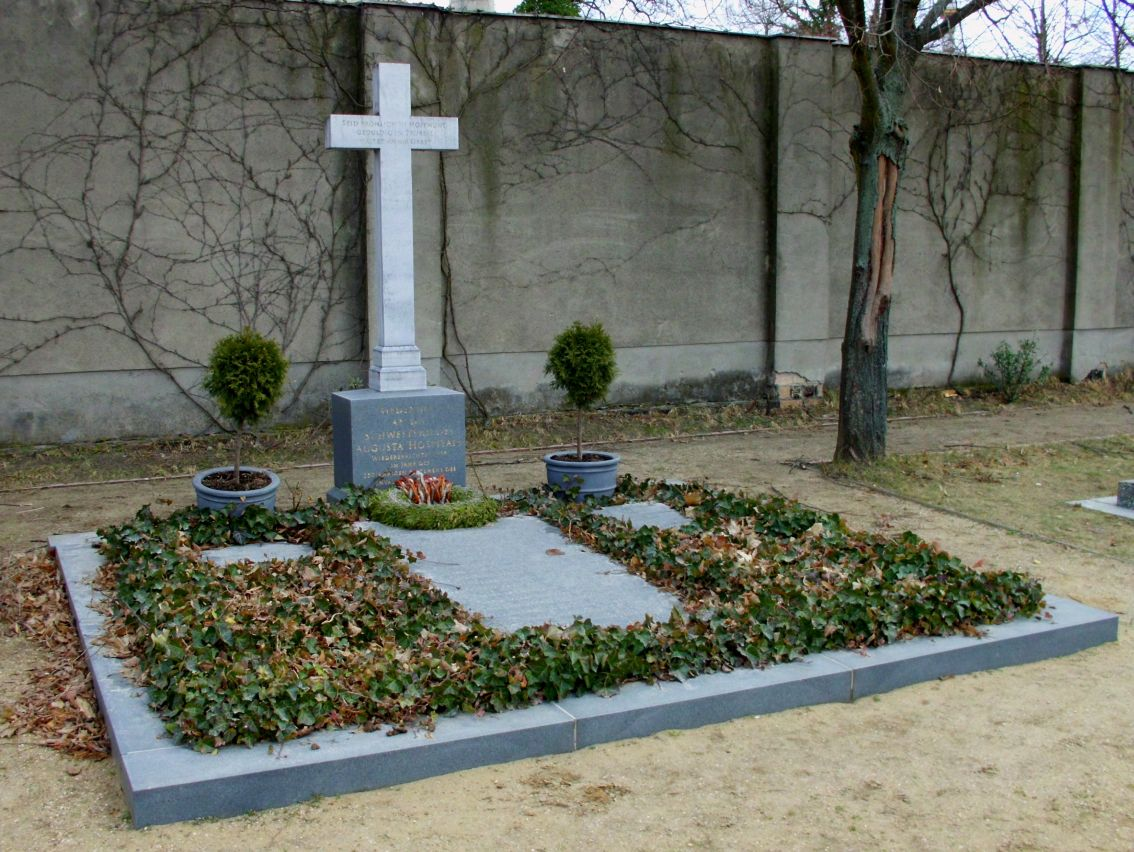
Wiedererrichtete Gedenkstätte für die Krankenschwestern des Augusta-Hospitals auf dem Invalidenfriedhof, 2013

Das ehemalige Augusta-Hospital, auch Kaiserin-Augusta-Hospital genannt, liegt im Berliner Ortsteil Mitte, auf dem Grundstück Scharnhorststraße 3 in der Oranienburger Vorstadt. Die erhaltenen Bauteile des Hospitals werden seit den 1980er Jahren als Verwaltungs- bzw. Bürogebäude genutzt und wurden zwischen 2010 und 2013 erneut umgebaut und modernisiert.

## Geschichte
Der Ursprungsbau des Hospitals wurde 1869–1870 nach Plänen des späteren Berliner Stadtbaurats Hermann Blankenstein im nördlichen Teil des Invalidenparks für den 1868 unter dem Protektorat der Königin Augusta gegründeten Frauen-Lazarett-Verein mit 85 Betten errichtet. Es handelte sich um eine Baugruppe aus zentralen Massivbauten (für Verwaltung, Küche und zentrale Funktionen) und Kranken-Pavillons in leichterer Bauweise – letztere zeitgenössisch (nicht abwertend) auch als Baracken bezeichnet. Für die Ausbildung von Pflegekräften entstand ein ebenfalls massives Krankenpflegerinnen-Asyl (Wohnheim), das aus hygienischen Gründen etwas abseits der Krankenpavillons lag. Die Architektur war eher schlicht gehalten, was man als der Finanzierung aus Spenden angemessen empfand.
Bis 1883 wurden Erweiterungsbauten auf den bislang unbebauten Teilen des Geländes ausgeführt. 1913 wurde ein größerer Krankenhaus-Neubau an der Scharnhorststraße errichtet. Mit der Gründung des Deutschen Roten Kreuzes im Jahr 1921 übernahm dessen Vaterländischer Frauenverein das Hospital, von 1934 bis 1945 war der DRK-Reichsfrauenbund Träger.
Im Zweiten Weltkrieg wurden die Gebäude schwer beschädigt und danach nur instand gesetzt, aber nicht im alten Zustand rekonstruiert. Die bis dahin erhaltenen Teile des Ursprungsbaus wurden abgerissen. Die naheliegende Charité übernahm 1945 den zivilen Krankenhausbetrieb und hatte dort bis 1982 ihre Orthopädische Abteilung. 1982 wurde das Haus in ein Büro- und Lagergebäude der Charité umgewandelt.
Die zerstörte Gedenkstätte für die Krankenschwestern des Hospitals wurde 1998 auf dem gegenüberliegenden Invalidenfriedhof wiedererrichtet.
Das ab 1995 leerstehende Gebäude sollte 2007 saniert und durch die Meermann/Chamartin-Gruppe in ein Hotel umgebaut werden. Im Jahr 2010 wurde es von Chamartín/Meermann an das in Baden-Württemberg ansässige Medizintechnik-Unternehmen Karl Storz Endoskope verkauft. Storz sanierte das Gebäude umfassend und eröffnete im Oktober 2013 hier seine Berlin-Repräsentanz mit einem Besucher- und Schulungszentrum.

## Bedeutende Ärzte
Ab 1871 leitete Ernst Küster das damalige Barackenlazarett und im daraus hervorgegangenen Hospital bis 1890 die Chirurgische Abteilung. Ab dem Jahr 1921 war der Internist Karl Schlayer ärztlicher Leiter des Kaiserin-Augusta-Hospitals, der zusammen mit der Diätschwester Johanna Kunath eine Vorreiterrolle in der Ausbildung zur Diätschwester bzw. heutigen Diätassistentin übernahm. Schlayer richtete eine Diätküche ein.